# Helena Cygańska-Walicka

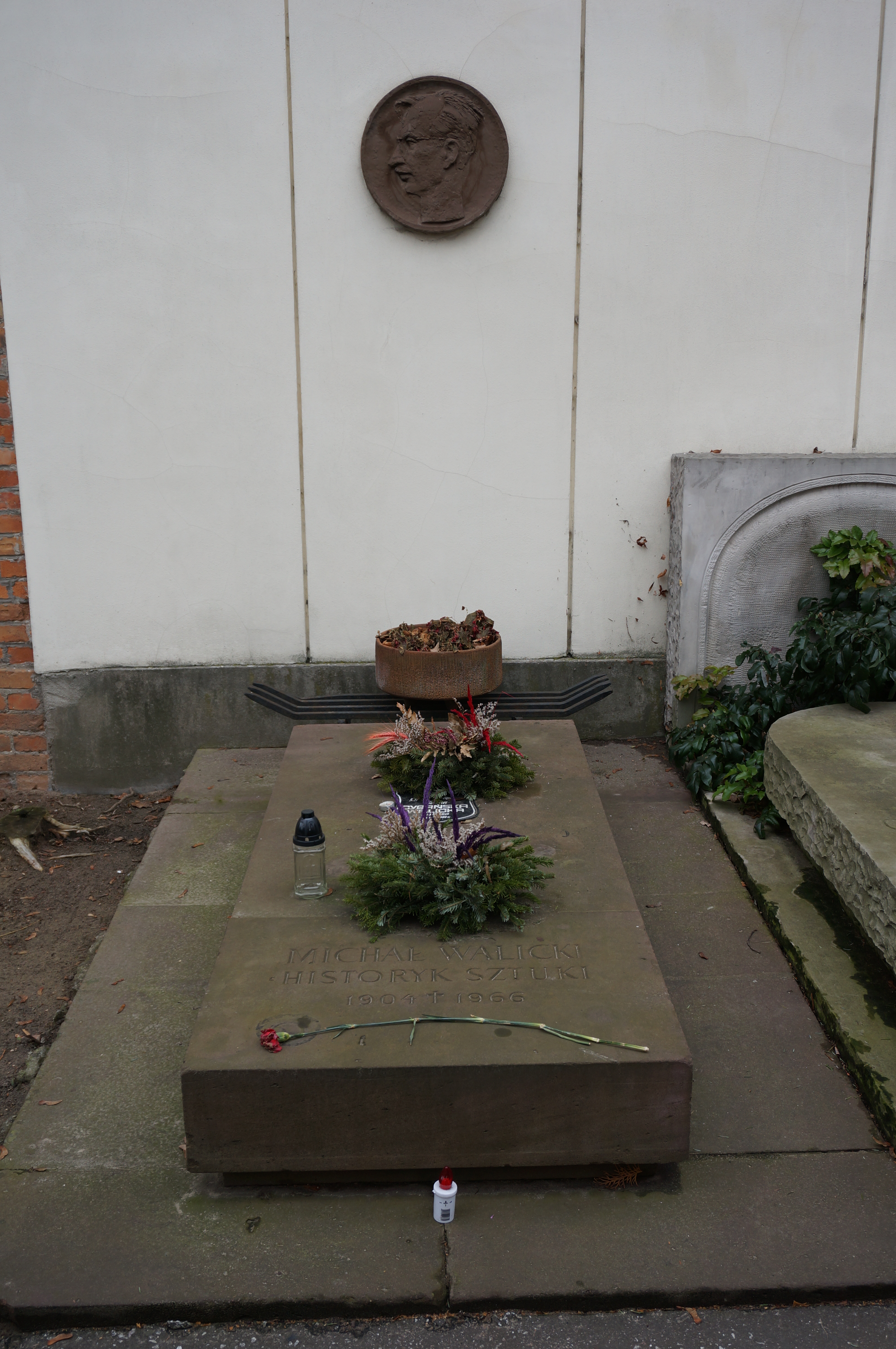
Grób Heleny Cygańskiej-Walickiej na cmentarzu Powązkowskim w Warszawie

Helena Cygańska-Walicka (ur. 1913 w Grodzisku Mazowieckim, zm. 28 maja 1989 w Warszawie) – polska malarka, ilustratorka książek.

## Życiorys
Córka Wacława Cygańskiego. Absolwentka Akademii Sztuk Pięknych w Warszawie (1948), uczennica prof. Jana Cybisa. Dyplom uzyskała w 1948. W latach 1945–1982 była członkiem Związku Polskich Artystów Plastyków, biorąc udział w większości wystaw warszawskiego oddziału Związku. Uczestniczyła w każdej z czterech  Ogólnopolskich Wystawach Plastyki w Warszawie (1950–1954), gdzie zdobyła nagrody w 1951 i 1952. Zorganizowano dwadzieścia wystaw indywidualnych jej twórczości w kraju i za granicą. W swojej twórczości wykorzystywała doświadczenia szkoły warszawskiej, inspirując się również koloryzmem i stylem informel, prezentując malarstwo bogate w efekty czysto malarskie, kolorystyczne i fakturowe. Tworzyła martwe natury, portrety i pejzaże.
Była żoną Michała Walickiego, historyka sztuki.
Zmarła w Warszawie, spoczęła obok męża na cmentarzu Powązkowskim (Aleja Zasłużonych-1-148).

## Ordery i odznaczenia
- Złoty Krzyż Zasługi (11 lipca 1955)[1]
- Medal 10-lecia Polski Ludowej (19 stycznia 1955)[4]